# Cephalodella incila
Cephalodella incila är en hjuldjursart som beskrevs av Wulfert 1937. Cephalodella incila ingår i släktet Cephalodella och familjen Notommatidae. Inga underarter finns listade i Catalogue of Life.